# 8780 Forte
A 8780 Forte (ideiglenes jelöléssel 1975 LT) a Naprendszer kisbolygóövében található aszteroida. M. R. Cesco fedezte fel 1975. június 13-án.